# Ana Garcés
Ana Garcés (Valladolid, 9 de mayo de 2000) es una actriz española, conocida por interpretar el papel de la protagonista Mariana "Jana" Expósito en la telenovela La promesa.

## Biografía
Ana Garcés nació el 9 de mayo de 2000 en Valladolid, en la comunidad de Castilla y León (España), y además de español domina el inglés.

## Carrera

### Educación
Ana Garcés se graduó en interpretación textual en la Escuela Superior de Arte Dramático de Castilla y León (2021). Mientras cursaba interpretación amplió su formación en The Academy of Performing Arts of Bratislava (2019) y en la central de cine (2021). Tras graduarse, para cumplir su sueño de ser actriz, decidió trasladarse a Madrid. Fue al poco tiempo cuando consiguió el papel de protagonista en la serie “La Promesa”, donde interpreta a Jana Exposito.

### Carrera de actuación
Ana Garcés comenzó a actuar en diversos espectáculos como El diluvio que viene, Don Juan (musical), Fuegos, La gaviota, Estrellas, The Seagull y Friday. En 2018 participó en el videoclip Guerra y Humo de Ecos de la Hysteria. En el mismo año protagonizó los cortometrajes Alicia, Muerte en Vida y La respuesta. En 2019 interpretó el papel de Duena 3 en el cortometraje Señoras de Sijena dirigido por Tomás Generelo.
En 2021 interpretó el papel de Lili en el cortometraje Los comedores de loto dirigido por Enrique García-Vázquez. Por esta última interpretación, en 2022, ganó el premio a la Mejor interpretación. Al año siguiente, en 2022, interpretó el papel de Nuria en el cortometraje Quizás mañana dirigido por Lucía Lobato. En el mismo año formó parte del elenco del telefilme ¡Sálvese quien Putin! dirigida por José Mota y Isaac Cantero.
En Madrid, para ganarse la vida, empezó a trabajar como dependienta en una tienda de ropa, donde permaneció nueve meses hasta que fue seleccionada para un casting. En 2023 fue elegida por TVE para interpretar el papel de la protagonista Mariana "Jana" Expósito en la serie emitida en La 1 La promesa, junto con los actores Eva Martín, Manuel Regueiro, Arturo Sancho, Paula Losada, Carmen Asecas, María Castro, Joaquín Climent, Antonio Velázquez, Sara Molina, Andrea del Río y Amparo Piñero. En el mismo año fue incluida en el reparto de la película Gallo rojo dirigida por Enrique García-Vázquez.

## Filmografía

### Cine
| Año  | Título     | Director               |
| ---- | ---------- | ---------------------- |
| 2023 | Gallo rojo | Enrique García-Vázquez |

### Televisión
| Año       | Título                | Personaje               | Cadena  | Notas                                                         |
| --------- | --------------------- | ----------------------- | ------- | ------------------------------------------------------------- |
| 2022      | ¡Sálvese quien Putin! |                         | La 1    | Película de televisión dirigida por José Mota y Isaac Cantero |
| 2023-2025 | La promesa            | Mariana "Jana" Expósito | La 1    | 553 episodios                                                 |
| 2026      | Oasis                 |                         | Netflix |                                                               |

### Cortometrajes
| Año  | Título                | Personaje | Director               |
| ---- | --------------------- | --------- | ---------------------- |
| 2018 | Alicia                |           |                        |
| 2018 | Muerte en Vida        |           |                        |
| 2018 | La respuesta          |           |                        |
| 2021 | Los comedores de loto | Lili      | Enrique García-Vázquez |
| 2022 | Quizás mañana         | Nuria     | Lucía Lobato           |

### Videoclip
| Año  | Título        | Artista             |
| ---- | ------------- | ------------------- |
| 2018 | Guerra y Humo | Ecos de la Hysteria |

## Teatro
| Año       | Título               | Autor                                            | Director                       | Adaptación                                              | Teatro                               |
| --------- | -------------------- | ------------------------------------------------ | ------------------------------ | ------------------------------------------------------- | ------------------------------------ |
| 2014-2017 | El diluvio que viene | Pietro Garinei, Sandro Giovannini y Iaia Fiastri | Ignacio Nieto y Verónica Rioja |                                                         | Cia Siluetas                         |
| 2016-2017 | Don Juan (musical)   | José Zorrila                                     | Ignacio Nieto y Verónica Rioja | Carlos Martín Sañudo (dramaturgia y dirección escénica) |                                      |
| 2016-2017 | Fuegos               | Lorenzo Mattotti                                 | Nina Reglero                   |                                                         | La Nave Teatro Calderón (Valladolid) |
| 2019      | Estrellas            |                                                  |                                | Cia Siluetas                                            |                                      |
| 2019      | The Seagull          | Matus Bachynec                                   |                                |                                                         |                                      |
| 2020      | Friday               | Marta Gómez                                      |                                |                                                         |                                      |

## Premios y reconocimientos
| Año  | Premio               | Categoría                    | Trabajo               | Resultado | Notas         |
| ---- | -------------------- | ---------------------------- | --------------------- | --------- | ------------- |
| 2022 |                      | Mejor interpretación         | Los comedores de loto | Ganadora  | [ 1 ]         |
| 2023 | Premio Águila de Oro | Mejor actriz                 | La promesa            | Ganadora  | [ 30 ] [ 31 ] |
| 2024 | Grand Prix Corallo   | Premio Cinema-Teatro-Ficción | La promesa            | Ganadora  | [ 32 ]        |